# Liegi-Bastogne-Liegi 1994
La Liegi-Bastogne-Liegi 1994, ottantesima edizione della corsa, valida come prova della Coppa del mondo di ciclismo su strada 1994, fu disputata il 17 aprile 1994 per un percorso di 268,5 km. Fu vinta dal russo Evgenij Berzin, al traguardo in 7h16'30" alla media di 36,907 km/h.
Dei 187 corridori alla partenza furono in 78 a portare a termine la gara.

## Ordine d'arrivo (Top 10)
| Pos. | Corridore           | Squadra       | Tempo    |
| ---- | ------------------- | ------------- | -------- |
| 1    | Evgenij Berzin      | Gewiss-Ballan | 7h16'30" |
| 2    | Lance Armstrong     | Motorola      | a 1'37"  |
| 3    | Giorgio Furlan      | Gewiss-Ballan | s.t.     |
| 4    | Claudio Chiappucci  | Carrera       | s.t.     |
| 5    | Stefano Della Santa | Mapei-Clas    | s.t.     |
| 6    | Tony Rominger       | Mapei-Clas    | a 2'03"  |
| 7    | Maximilian Sciandri | GB-MG Magl.   | a 5'38"  |
| 8    | Marco Saligari      | GB-MG Magl.   | a 5'42"  |
| 9    | Bruno Cenghialta    | Gewiss-Ballan | a 5'52"  |
| 10   | Alberto Elli        | GB-MG Magl.   | a 5'58"  |